# Acontia clerana
Acontia clerana es una especie  de Lepidoptera perteneciente a la familia Noctuidae. Se encuentra en  Western Australia, New South Wales y Queensland.  
La envergadura es de unos 20 mm. Los adultos tienen  blancas las alas anteriores, con marcas de color marrón oscuro en las dos mitades. Las alas posteriores son de color marrón, desapareciendo un poco hacia la base.